# Pfarrkirche Zeltschach

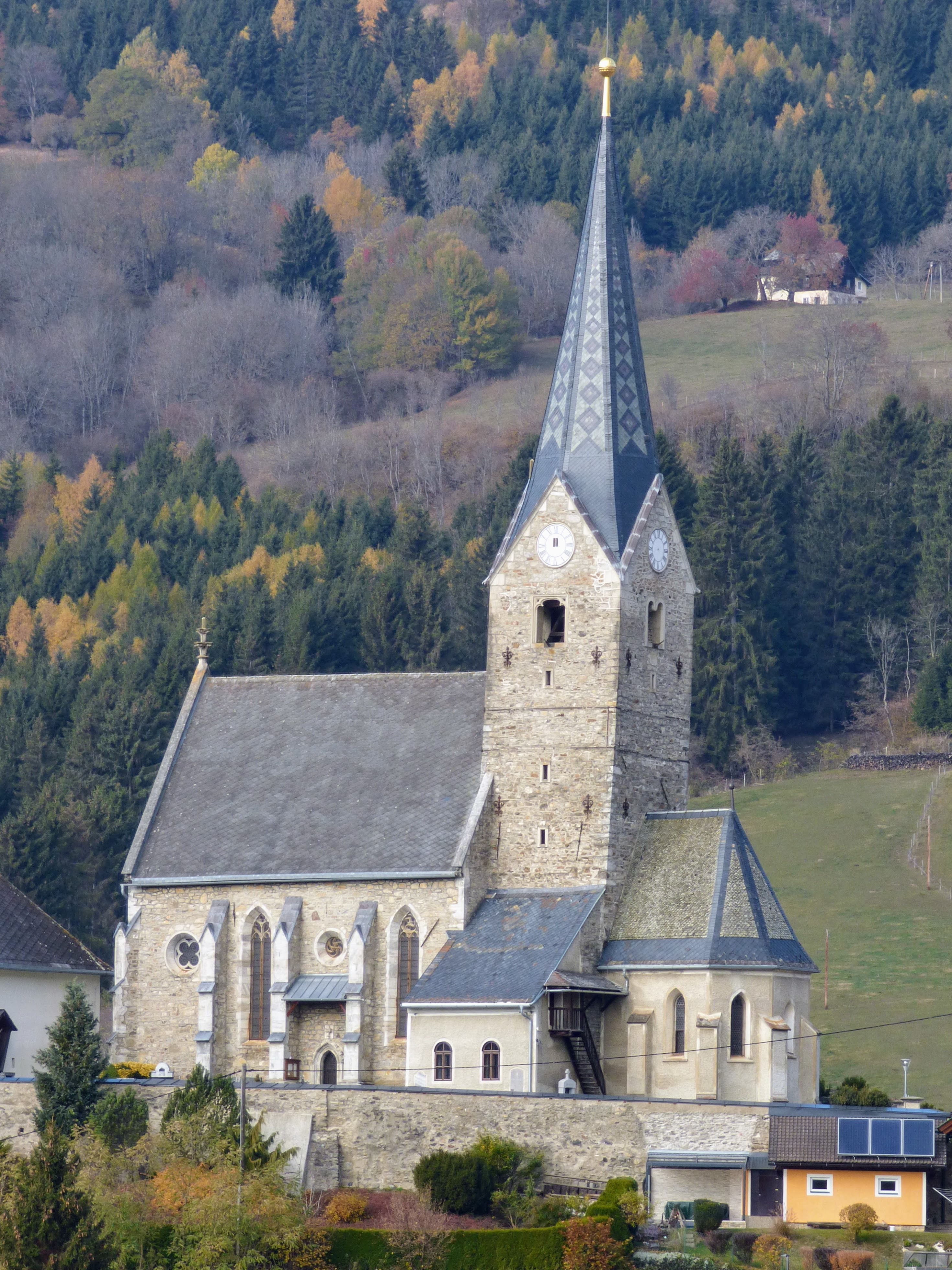

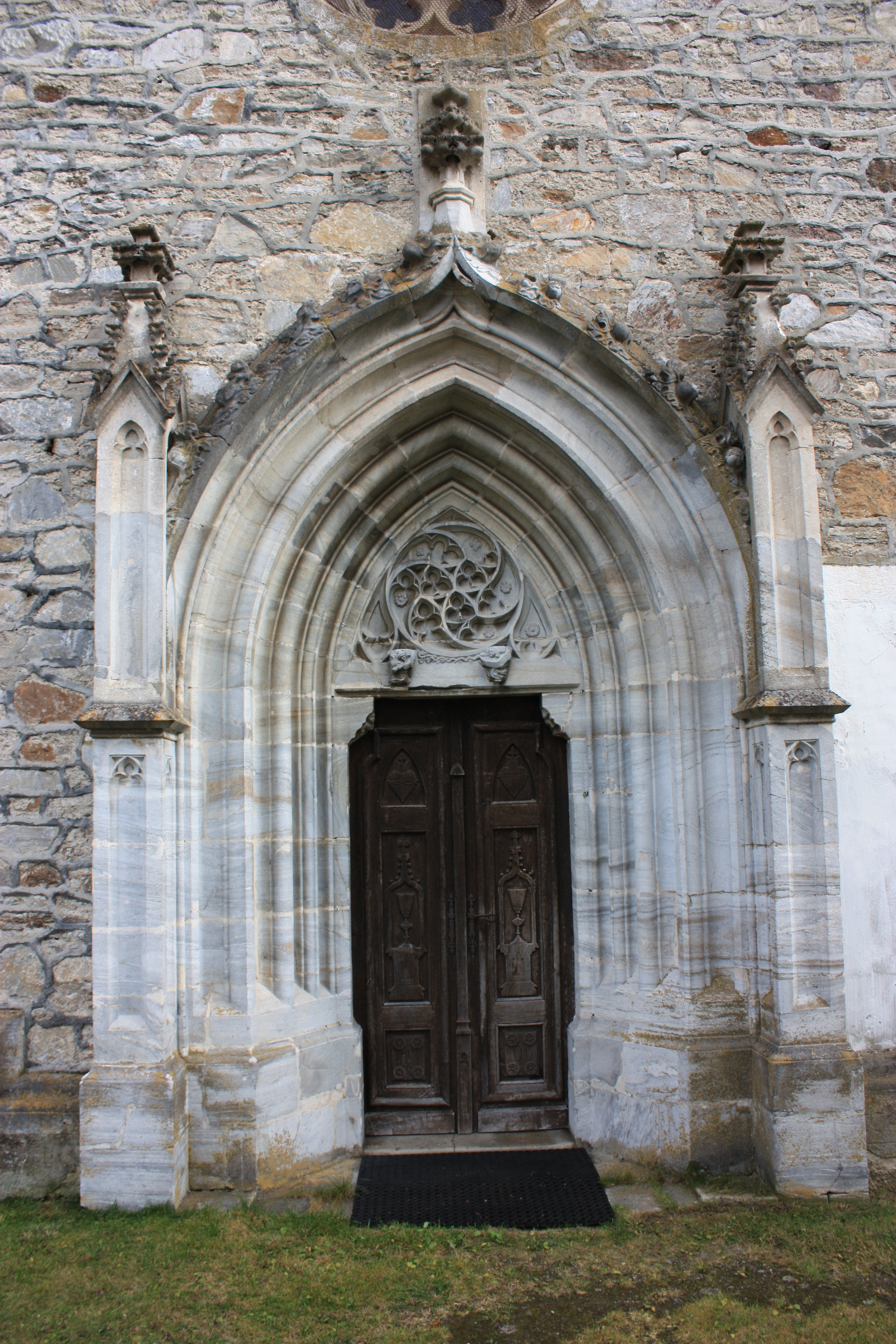
Westportal

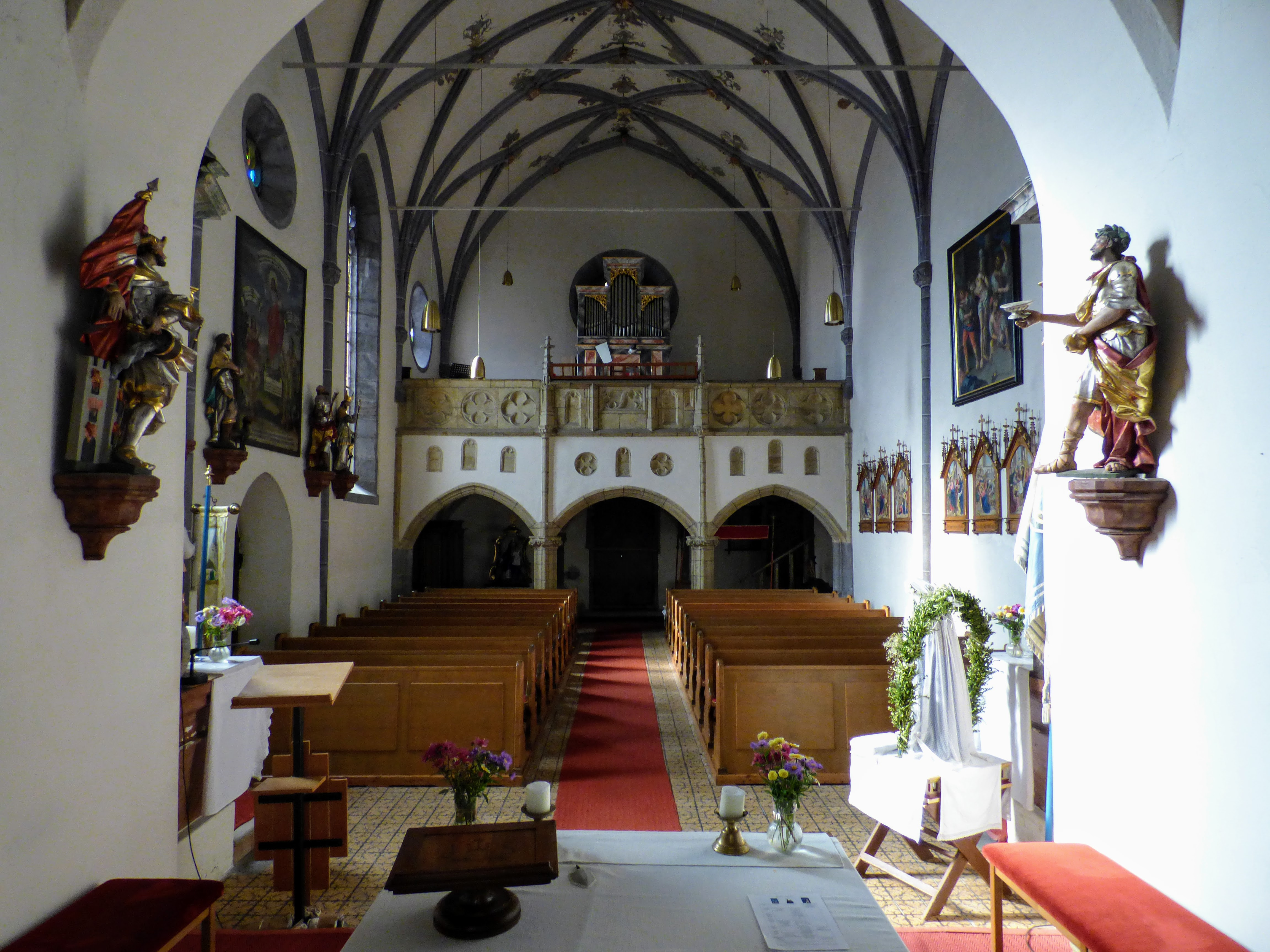
Kircheninneres

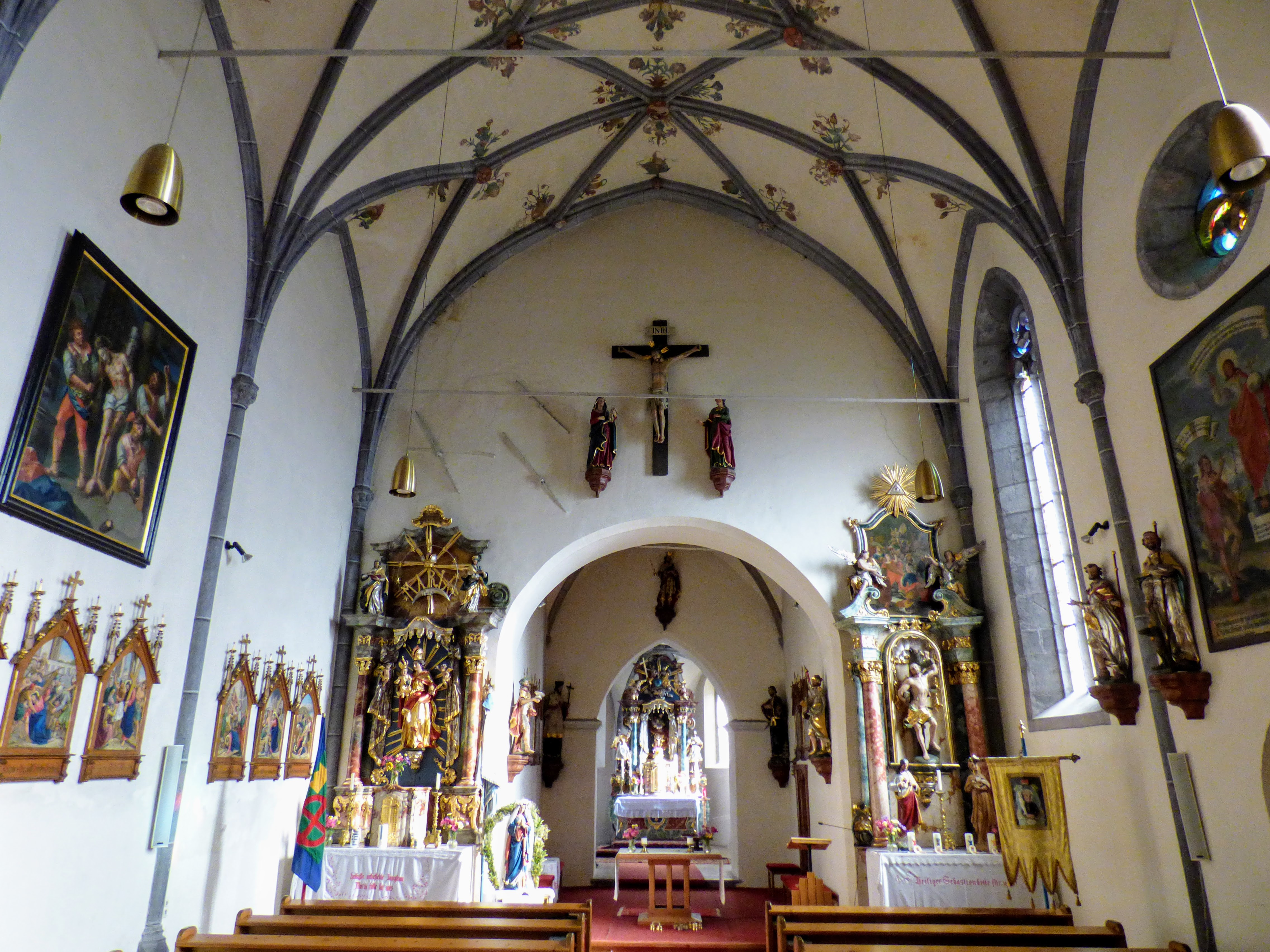
Kircheninneres

Die römisch-katholische Pfarrkirche Zeltschach in Zeltschach (Gemeinde Friesach) ist dem Apostel Andreas geweiht. Die Kirche wurde erstmals zwischen 1060 und 1088 als Eigenkirche des Edlen Ernustus, dem Vater des zweiten Gurker Bischofs Berthold von Zeltschach, erwähnt. Zu den in Zeltschach wirkenden Geistlichen zählte unter anderem Erhard Paumgartner, der spätere Bischof von Lavant.

## Baubeschreibung
Das Gotteshaus ist ein stattlicher gotischer Bau mit einem romanischen Turm aus dem dritten Viertel des 12. Jahrhunderts. Zwischen dem Langhaus und dem Chor wurde die Kirche um 1900 historisierend erneuert. Der Turm besitzt im Osten des Glockengeschoßes ein Zwillingsschallfenster mit romanischer Mittelsäule. Eine Glocke goss 1605 Georg Fiering, eine Zweite 1653 Lorenz Pez. Der einjochige Chor mit Fünfachtelschluss wurde im 14./15. Jahrhundert erneuert. Das Langhaus aus der zweiten Hälfte des 15. Jahrhunderts wird von markanten, abgetreppten Strebepfeilern gestützt. Das Westportal mit Kielbogen ist reich profiliert und besitzt ein Maßwerktympanon. Rechts daneben befindet sich ein steinerner, gotischer Opferstock. Das Südportal ist einfacher ausgeführt. An der Nordseite des Turmes ist eine gotische, an der Südseite eine barocke Sakristei angebaut.
Im einschiffigen, vierjochigen Langhaus ruht ein spätgotisches Netzrippengewölbe auf halbrunden Vorlagen mit reliefierten Kapitellen. Die reliefierten Schlusssteine stellen unter anderem einen Löwen, das Lamm Gottes, einen Pelikan und die Leidenswerkzeuge dar. Die um 1500 entstandenen Blumen- und Rankenmalereien wurden teilweise ergänzt. Die dreiachsige, sterngewölbte Westempore weist Blendmaßwerk und Fialengliederung auf. In der Südwand des Langhauses befinden sich schlanke, spätgotische Maßwerkfenster mit Spitzbögen und zwei Rundfenster. Das Turmquadrat und der Chorschluss haben Kreuzrippengewölbe.

## Einrichtung
Der Hochaltar von 1756 trägt die Figuren der Heiligen Andreas, Johannes Nepomuk und Franz Xaver und im Aufsatz eine Dreifaltigkeitsgruppe. Am linken Seitenaltar steht eine Madonnenfigur und am rechten die Statue des heiligen Sebastian. Die Kreuzigungsgruppe über dem Triumphbogen entstand um 1700. Der gotische Taufstein wird von einer geschnitzten, spätbarocken Taufgruppe bekrönt. 
Zur weiteren Ausstattung der Kirche zählen Konsolfiguren der Heiligen Johannes Nepomuk, Florian, Rochus, Jakobus, Oswald, Donatus und eines heiligen Bischofs.